# Držovice
Držovice (en allemand : Dorschowitz) est une commune du district de Prostějov, dans la région d'Olomouc, en République tchèque. Sa population s'élevait à 1 676 habitants en 2025.

## Géographie
Držovice se trouve à 3 km au nord-est du centre de Prostějov, à 15 km au sud-ouest d'Olomouc et à 205 km à l'est-sud-est de Prague. La commune fait partie de l'aire urbaine de Prostějov.
La commune est limitée par Smržice à l'ouest et au nord, par Vrbátky au nord-est, et par Prostějov à l'est et au sud.

## Histoire
La première mention écrite de la localité date de 1141.

## Transports
Par la route, Držovice se trouve à 4 km de Prostějov, à 17 km d'Olomouc et à 259 km de Prague.